# Sajónémeti
Sajónémeti is een plaats (község) en gemeente in het Hongaarse comitaat Borsod-Abaúj-Zemplén. Sajónémeti telt 596 inwoners (2001).